# Psilochorema
Psilochorema is een geslacht van schietmotten van de familie Hydrobiosidae.

## Soorten
- P. acheir AG McFarlane, 1981
- P. bidens AG McFarlane, 1951
- P. cheirodes AG McFarlane, 1981
- P. donaldsoni AG McFarlane, 1960
- P. embersoni KAJ Wise, 1982
- P. folioharpax AG McFarlane, 1956
- P. leptoharpax AG McFarlane, 1951
- P. macroharpax AG McFarlane, 1951
- P. mataura AG McFarlane, 1956
- P. mimicum R McLachlan, 1866
- P. nemorale AG McFarlane, 1951
- P. spiniharpax JB Ward, 1995
- P. tautoru AG McFarlane, 1964
- P. vomerharpax AG McFarlane, 1964